# هارولد بیلی دیکسون
هارولد بیلی دیکسون (انگلیسی: Harold Baily Dixon; ۱۱ اوت ۱۸۵۲ – ۱۸ سپتامبر ۱۹۳۰) شیمیدان بریتانیایی بود.
وی همچنین برندهٔ جوایزی همچون همکار انجمن سلطنتی و مدال پادشاهی شده است.